# P-stav

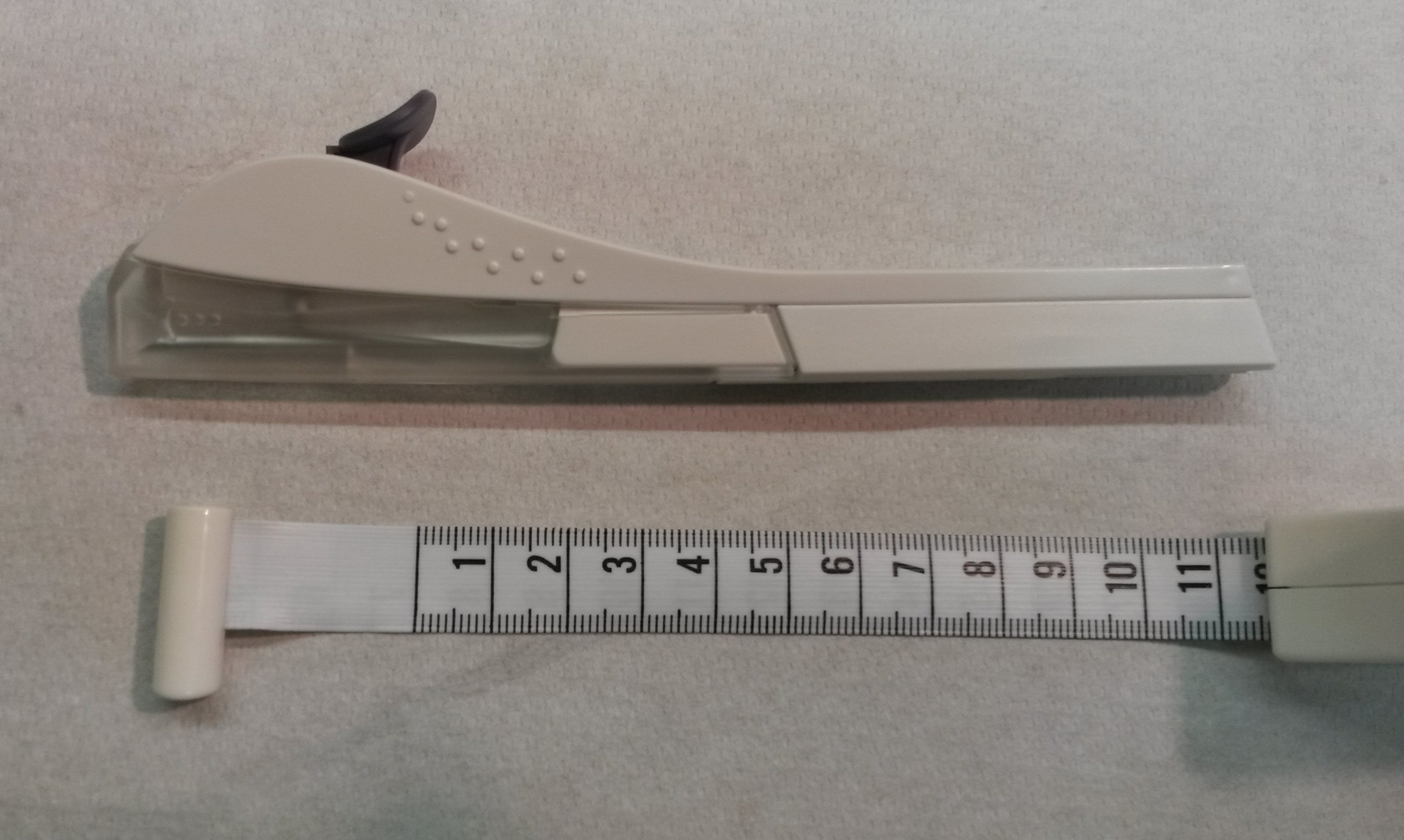
P-stavar

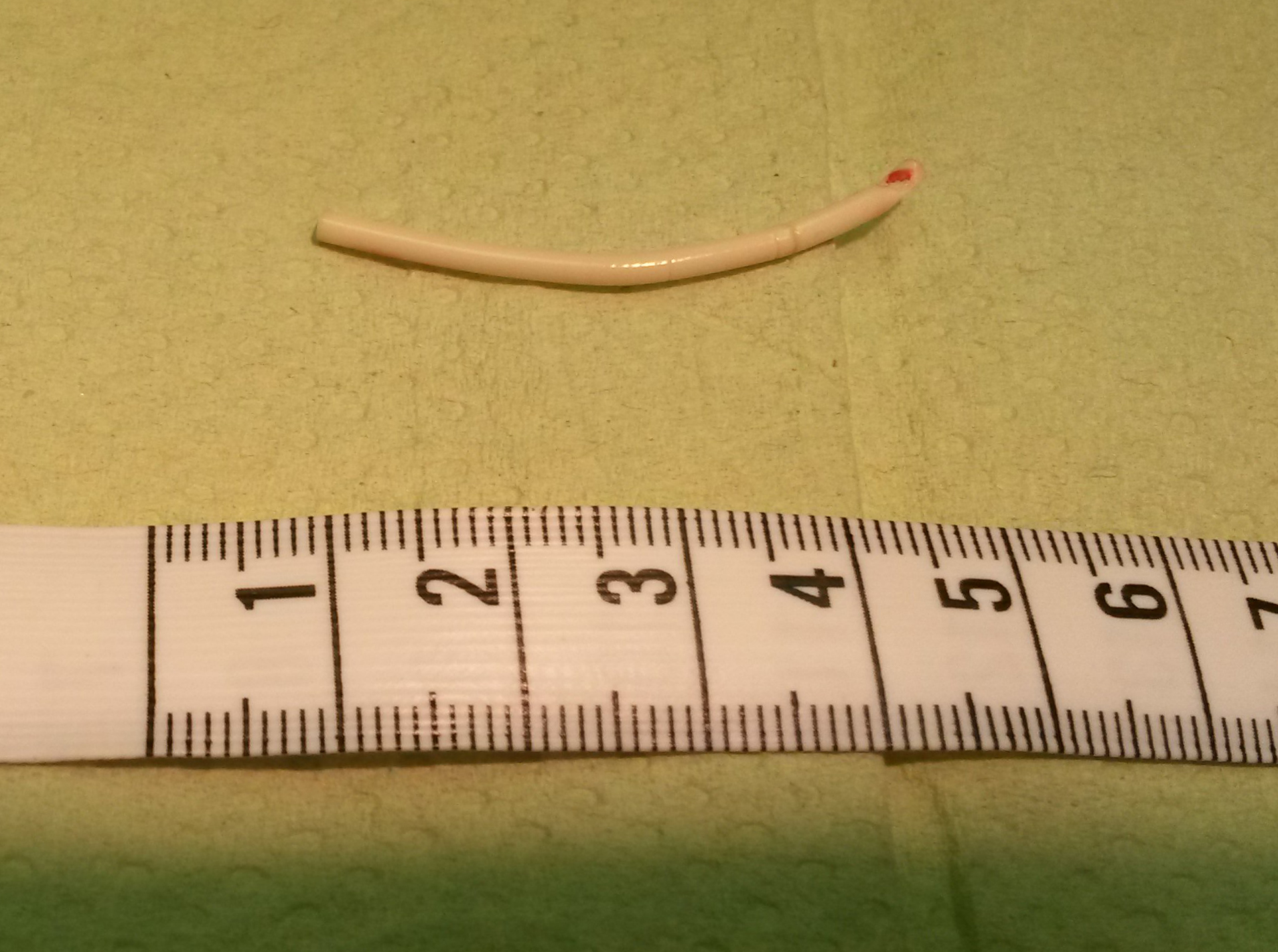
P-stavar

P-stavar sätts in under huden och utsöndrar det syntetiska könshormonet gestagen. De flesta p-stavar har en livslängd på tre år innan man behöver sätta in en ny.

## Fördelar och nackdelar
Staven förhindrar graviditet med ett pearl-index på 0,05 vilket innebär att det är ett av de säkraste preventivmedlen som finns. Dessutom är det inte användarberoende, det vill säga att det inte går att "missa sin dos" under stavens livslängd. Till skillnad från kondom ger p-staven inget skydd mot könssjukdomar. Läkemedelsverket rekommenderar p-stav som ett av förstahandspreparaten till unga användare eftersom det är säkert, inte är användarberoende och i regel accepteras av yngre kvinnor.
Det är vanligt att staven ger blödningsstörningar och oregelbunden eller helt utebliven menstruation. Liksom för andra hormonella preventivmedel förekommer också akne, viktökning, nedstämdhet och minskad sexlust som biverkningar. Staven syns inte, men känns under huden. Vid kvarstående problem med stänkblödningar eller andra blödningsbesvär kan byte till kombinerade p-piller vara ett alternativ.
Könshormonet gestagen är det samma som det i minipiller. Dosen är jämnare, men biverkningarna liknar i övrigt dem minipillren ger; att använda minipiller kan ge en förevisning om hur man kommer att tolerera att använda p-stav.

## Insättning
P-staven skrivs ut på recept och insätts av läkare eller barnmorska på en kvinnoklinik, gynekologmottagning, ungdomsmottagning och barnmorskemottagning. Det är ett enkelt ingrepp, antingen får man bedövningsspruta eller så smörjs lokalbedövning på huden. 